# Eugenio Rodríguez Vega
Eugenio Rodríguez Vega, né le 18 août 1925 à San Ramón, dans la province d'Alajuela, et mort le 10 mars 2008, est un intellectuel, écrivain et homme politique costaricien.

## Biographie
Fils de Virgilio Rodríguez et de Amalia Vega, Rodríguez Vega naît dans le miles rural du canton de San Ramón.
Il fréquente le lycée du Costa Rica où il obtient le baccalauréat en 1943. Il étudie ensuite à l'École de droit de l'université du Costa Rica qu'il termine en 1952. Entretemps, il occupe dans la fonction publique un poste d'auxiliaire à la Bibliothèque nationale en 1946 et est l'un des membres fondateurs du Parti social-démocrate qui sera à la base du Parti de la Libération nationale du Costa Rica. Rodríguez Vega fait également partie du groupe d'intellectuels connu comme le Centre d'études des problèmes nationaux, où il assure le rôle de directeur de la revue Surcos, fonction qu'il exercera par la suite tout au long de sa vie pour d'autres publications culturelles et politiques.  
Il occupe successivement les fonctions suivantes dans le domaine de l'administration :
- Contrôleur de gestion de la République pendant la période 1964-1970
- Recteur de l'université du Costa Rica (1970-1974)
- Membre fondateur du Conseil de direction de l'Université d'État à distance (1977)
- Ministre de l'Éducation publique (1982-1986)

Il a aussi occupé les charges publiques et politiques suivantes :
- Avocat de la Banque du Costa Rica, de 1952 à 1961
- Professeur de sociologie de la Faculté de sciences et lettres de l'université du Costa Rica
- Sous-directeur du Département d'Études générales dans cette même Faculté
- Professeur à la Faculté d'études générales de l'université de Porto Rico, 1959-1961
- Secrétaire général (vice-recteur de l'université du Costa Rica 1961-1964)
- Membre du Conseil exécutif de l'Union des universités d'Amérique latine
- Président de la Confédération universitaire centroaméricaine (CSUCA)
- Président exécutif de l'Institut mixte d'aide sociale (IMAS) du Costa Rica de 1974 à 1975
- Professeur à l'École d'histoire et géographie de l'Université du Costa Rica en 1981

En 2005, Eugenio Rodríguez Vega reçoit le prix Premio Nacional de Cultura Magón (en), la plus importante distinction accordée par le Costa Rica pour la contribution d'une personnalité à la culture du pays.

## Œuvre
Comme écrivain, Rodríguez Vega entreprend au fil des ans des nombreuses recherches sur l'histoire du Costa Rica et laisse également plusieurs témoignages sur son époque. Il publie en carrière un grand nombre d'essais et d'ouvrages historiques :
- Apuntes para la sociología costarricense (1953)
- Los días de Don Ricardo (1971)
- Biografía de Costa Rica (1980)
- De Calderón a Figueres (1980)
- Siete ensayos políticos (1982)
- Una historia mínima de Costa Rica
- Historia de Costa Rica después de 1948
- Por el camino (1990)
- Libro de memorias
- Voces del 43
- Cinco educadores en la historia (2001)
- Cien Momentos

## Pensée
Dans l'entretien avec le journaliste Juan Alberto Castro pour Clubdelibros, Eugenio Rodríguez déclare, en se rapportant à lui-même :

« J'ai toujours été organiquement incapable de faire de l'argent, je n'ai jamais pu faire d'affaires, cet appât de s'enrichir et d'avoir des choses me dérange profondément et pas par modestie, si j'avais été  millionnaire je crois que je n'aurais pas pu habiter dans le luxe parce que celui-ci me déplait. Si vous allez chez moi, vous allez voir une maison en bois, pure et simple à San Rafael de Santa Ana, sur une colline.
Nous sommes tous un amas de vertus et défauts, je ne sais pas si j'ai une quelconque vertu et pas par modestie, sinon parce que dans la vie on trouve tellement de gens précieux et pleins de vertus qu'on devrait avoir de la honte d'avoir un certain orgueil du peu de bon qu'on ait fait. »